# Kanton Marmande-Est
Kanton Marmande-Est (francouzsky Canton de Marmande-Est) je francouzský kanton v departementu Lot-et-Garonne v regionu Akvitánie. Tvoří ho 10 obcí.

## Obce kantonu
- Agmé
- Birac-sur-Trec
- Fauguerolles
- Gontaud-de-Nogaret
- Hautesvignes
- Longueville
- Marmande (východní část)
- Saint-Pardoux-du-Breuil
- Taillebourg
- Virazeil